# わんぱく問答
『わんぱく問答』（わんぱくもんどう）は、1966年2月2日から同年6月1日まで日本テレビ系列局で放送されていた日本テレビ製作の子供向けバラエティ番組である。カゴメの一社提供。全18回。放送時間は毎週水曜 18:00 - 18:30 （日本標準時）。

## 概要
毎回当時の子供たちに人気のあったお笑いタレントをゲストに招き、彼らが番組に参加している子供たちにおとぎ話を読み聞かせる模様を放送していた。話に疑問を抱いた子供は読み聞かせの途中でストップをかけることができ、その際に出演ゲストはその子が納得の行くように話を補足説明する必要があった。司会ならびに問答の判定役は永六輔が務めていた。

## ゲスト
- 上方柳次・柳太
- 漫画トリオ
- 三遊亭小金馬（後の三遊亭四代目金馬）
- 佐々十郎
- 大村崑
- かしまし娘
- 若井はんじ・けんじ
- てんぷくトリオ
- ほか

## 放送リスト
| 回 | 放送日  | 取り上げた昔話    |
| -- | ------- | ----------------- |
| 1  | 2月2日  | 一寸法師          |
| 2  | 2月9日  | 舌切雀            |
| 3  | 2月16日 | 桃太郎            |
| 4  | 2月23日 | カチカチ山        |
| 5  | 3月2日  | おむすびころりん  |
| 6  | 3月9日  | 猿蟹合戦          |
| 7  | 3月16日 | 浦島太郎          |
| 8  | 3月23日 | ジャックと豆の木  |
| 9  | 3月30日 | こぶとりじいさん  |
| 10 | 4月6日  | かぐや姫          |
| 11 | 4月13日 | 花咲爺            |
| 12 | 4月20日 | 文福茶釜          |
| 13 | 4月27日 | 天狗のうちわ      |
| 14 | 5月4日  | 文福茶釜（その2） |
| 15 | 5月11日 | 因幡の白兎        |
| 16 | 5月18日 | ねずみのすもう    |
| 17 | 5月25日 | 一寸法師（その2） |
| 18 | 6月1日  | 瓜子姫            |

参考：『読売新聞縮刷版』読売新聞社、1966年2月2日 - 6月1日付のラジオ・テレビ欄。